# Phycus stylatus
Phycus stylatus är en tvåvingeart som beskrevs av Lyneborg 1978. Phycus stylatus ingår i släktet Phycus och familjen stilettflugor.
Artens utbredningsområde är Kenya. Inga underarter finns listade i Catalogue of Life.